# Allocassine
Allocassine, monotipski biljni rod iz porodice kurikovki. Jedina vrsta je grmovita penjačica A. laurifolia s juga Afrike (Mozambik, Esvatini, Zimbabve, Južna Afrika)
Rod je opisan 1965. kada je iz roda Cassine izdvojena Cassine laurifolia.

## Sinonimi
- Cassine laurifolia (Harv.) Davison
- Elaeodendron laurifolium Harv., bazionim